# Aleksandras Algirdas Abišala
Aleksandras Abišala (* 28. prosince 1955 Inta) je litevský podnikatel, podnikatelský konzultant, politik, veřejný činitel, signatář Zákona o obnovení nezávislosti Litvy, vyhlášeného Nejvyšším sovětem Litevské Republiky, v roce 1992 čtvrtý litevský premiér po vyhlášení obnovení nezávislosti 11. března 1990 a Doktor matematicko-fyzikálních věd.

## Vzdělání a politika
V letech 1962–1973 studoval na 25. střední škole v Kaunasu, v letech 1973–1978 na Fakultě fyziky Vilniuské univerzity a v letech 1984–1986 dálkově aspiranturu na Vilniuské univerzitě.V letech 1990-1992 byl poslancem Nejvyšší rady Litevské republiky, v tomtéž období zastával funkci ministra bez mandátu. Od roku 1992 byl premiérem Litvy. Od roku 1993 pracoval také jako člen personální konzultační firmy „A. Abišala ir partneriai. Konsultacinė firma“ a předseda firmy „Junior Achievement Lietuva“.

## Publikační činnost
Publikoval 30 vědeckých statí v litevských i zahraničních publikacích (fyzika polovodičů a technologie), kromě toho je autorem tří vynálezů. Od roku 1988 byl členem Sąjūdisu, později zastával některé funkce v nejvyšších postech Sąjūdisu. S manželkou Nijolė Abišalienė má dva syny, Tadu (* 1978) a Liudu (* 1983).